# Baby EP
Baby EP è un EP dei Prozac+, pubblicato nel maggio del 1997 su vinile e CD dalla Flying Records, che acquisì il marchio Vox Pop nel febbraio precedente. La grafica, a cura della Vitamina Design/Stefania Narici rappresenta una bistecca incellophanata.

## Il disco
All'interno dell'EP sono presenti 3 canzoni: Baby, brano inedito che verrà poi incluso nell'album Acido Acida; Diversi (1997), rivisitazione del brano Diversi presente nell'album Testa plastica; What Do I Get?, cover dei Buzzcocks, brano proposto molte volte dal vivo e a cui il gruppo si è dichiarato molto legato.

## Tracce
1. Baby – 3:10
2. Diversi (1997) – 2:33
3. What Do I Get? – 2:26 – Cover dei Buzzcocks